# Podoserpula miranda
Podoserpula miranda é uma espécie rara de fungo da família Amylocorticiaceae. Seu epíteto específico, miranda, é latim para "admirável". Esta é uma referência à cor rosa brilhante de P. miranda. Encontrada na Nova Caledónia, esta espécie foi descrita em 2012.

## Morfologia
Podoserpula miranda tem uma aparência de vários níveis, possuindo de 3 a 6 píleos empilhados um sobre o outro, que são separados por cerca de 1 cm de caule entre os píleos, em oposição a ter um único píleo como a maioria dos outros fungos agaricoides. A espécie atinge uma altura de dez centímetros. Uma característica distintiva exibida por espécies da ordem Amylocorticiales são suas hifas com fíbulas. Os esporos de P. miranda são globosos e tipicamente têm um diâmetro entre 3,5 e 5,5 micrômetros.

## Distribuição e habitat

### Distribuição

Ilha da Nova Caledônia

Podoserpula miranda tem uma distribuição geográfica muito limitada. Esta espécie é endêmica de um grupo de ilhas no Oceano Pacífico, chamado Nova Caledónia, que é um território francês. Eles são tipicamente localizados em Grande Terre, a maior das ilhas da Nova Caledônia. Esta espécie foi encontrada apenas em 5 locais na metade sul de Grande Terre, a aproximadamente 80 km de distância um do outro. Embora o número real de P. miranda restantes seja desconhecido, a Lista Vermelha da IUCN sugere que o número está entre 80 e 240.

### Habitat
Podoserpula miranda tem requisitos de habitat muito específicos e só cresce em aproximadamente metade de Grande Terre. Esta espécie pode ser encontrada em solos florestais e está associada a Arillastrum gummiferum, comumente referida como a árvore de goma de carvalho. Como só é encontrada em associação com a árvore de goma de carvalho, os cientistas consideram que P. miranda poderia ser um organismo parasita, obtendo os nutrientes necessários desta espécie de árvore para sobreviver. O pesquisador Bart Buyck levantou a hipótese de que os solos altamente metálicos da Nova Caledônia podem contribuir para o pigmento rosa brilhante característico que é expresso em P. miranda.

## Conservação

### Estado de conservação
Desde 7 de julho de 2019, Podoserpula miranda foi identificado pela União Internacional para a Conservação da Natureza (IUCN) como uma espécie em perigo crítico.

### Ameaças aPodoserpula miranda
Há uma série de fatores que contribuem para o atual estado de conservação de Podoserpula miranda. Algumas dessas ameaças estão relacionadas ao clima, como incêndios, que causam destruição e danos ao habitat de P. miranda. O desmatamento é um grande contribuinte para o declínio da população de P. miranda. O desmatamento reduziu a área de terra na Nova Caledônia que é habitável para P. miranda.
Outros fatores que ameaçam P. miranda incluem predadores. Porcos selvagens consomem os cogumelos, diminuindo ainda mais a população. Outras espécies, incluindo Equus ferus e Bovini, também têm um impacto nas populações de fungos, causando danos ao habitat ao comprimir e destruir o micélio fúngico. A limitada distribuição geográfica de P. miranda faz com que seja uma espécie muito rara. Com um número já pequeno de indivíduos restantes, o tamanho da população de P. miranda continua a diminuir devido a esses fatores.

### Gestão da conservação
Existem alguns passos que podem ser tomados para combater o declínio da população e evitar a extinção de Podoserpula miranda. Atualmente, não estão sendo feitos esforços em termos de gestão da conservação para proteger esta espécie e seu habitat. Algumas ações de conservação tangíveis incluem educar e disseminar a conscientização sobre o impacto vital que os fungos têm na saúde dos ecossistemas e na biodiversidade. Incluir espécies de fungos na discussão da gestão da conservação em geral também é fundamental. Além disso, esforços para estudar e gerenciar as populações de porcos selvagens na Nova Caledônia são importantes, pois os porcos selvagens contribuem significativamente para a depleção deste valioso recurso do ecossistema.

## Espécies semelhantes

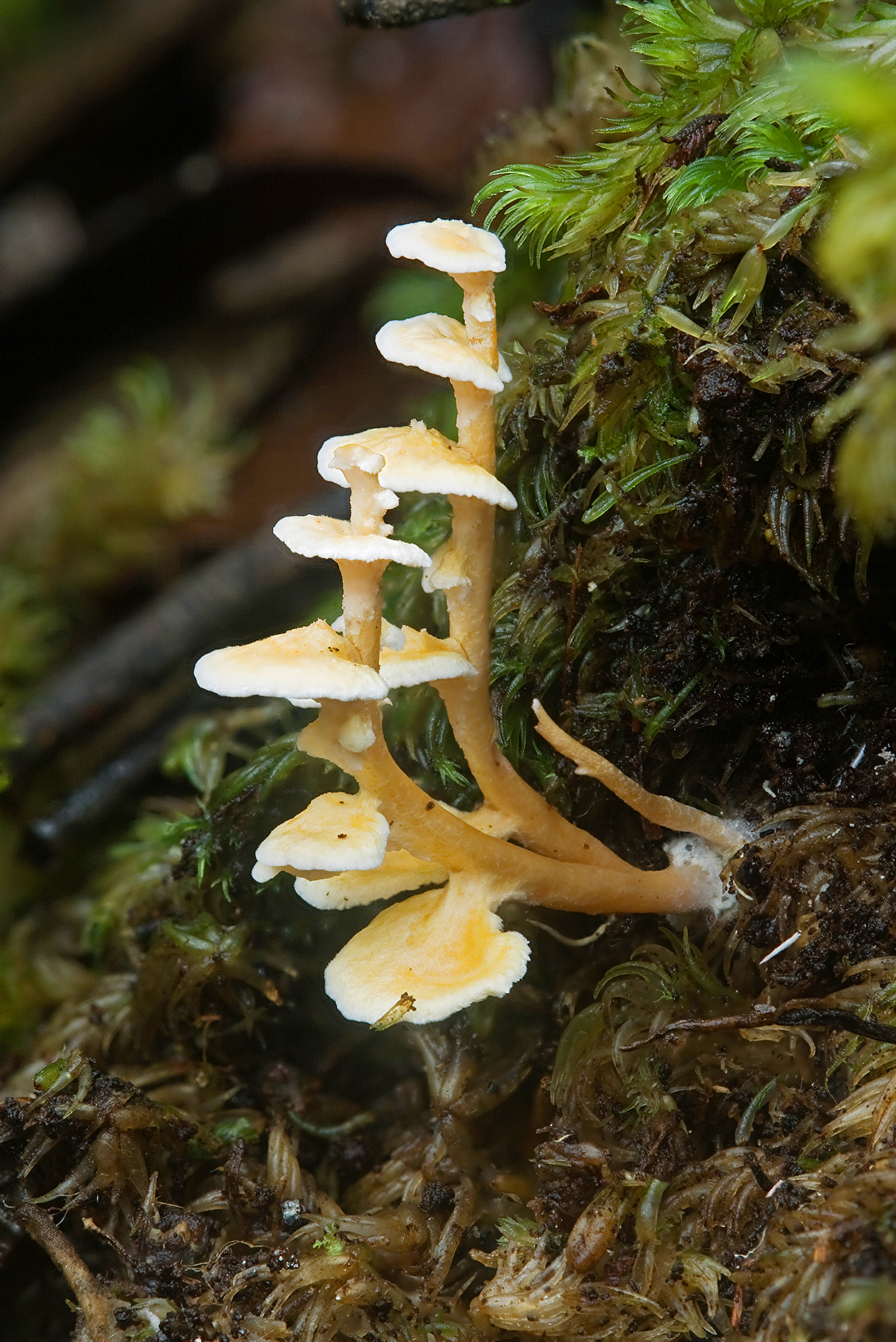
Podoserpula pusio

### Podoserpula pusio
Coletada pela primeira vez na Tasmânia no século XVIII, a espécie de fungo Podoserpula pusio [en] compartilha uma notável semelhança com Podoserpula miranda. Embora ambas as espécies compartilhem o mesmo gênero, algumas características-chave as distinguem. A falta de incrustações nas hifas, a limitada distribuição geográfica e a coloração rosa brilhante observada em P. miranda indicam que estas representam duas espécies geneticamente distintas. Além dessas características, a classificação separada dessas duas espécies é apoiada por dados de sequenciamento. Podoserpula pusio é descrito como de cor creme ou amarelada e é encontrado na Austrália.

### Podoserpula aliweni
Outra espécie intimamente relacionada a Podoserpula miranda é Podoserpula aliweni. P. aliweni é encontrada no Chile. Esta espécie é tipicamente branca ou amarela e pode ter até 18 píleos, em oposição aos 6 vistos em Podoserpula miranda. Podoserpula aliweni cresce durante os meses chuvosos, prosperando em ambientes úmidos. A área de distribuição desta espécie no Chile é de mais de 600 quilômetros.